# Melanargia anophthalma
Melanargia anophthalma är en fjärilsart som beskrevs av Draeseke 1925. Melanargia anophthalma ingår i släktet Melanargia och familjen praktfjärilar. Inga underarter finns listade i Catalogue of Life.